# Rurouni Kenshin
Rurouni Kenshin (るろうに剣心 -明治剣客浪漫譚-, Rurōni Kenshin Meiji Kenkaku Rōmantan) és una sèrie manga creada i dibuixada pel mangaka Nobuhiro Watsuki.
Rurouni és un neologisme creat del verb ru que significa "vagar"' i ronin que significa "samurai sense amo". Una crua traducció del títol seria "Kenshin, el guerrer vagabund". Aquesta sèrie també és coneguda amb el nom de Samurai X o Hitokiri Battousai (Hitokiri és una paraula composta per Hito que significa "persona" i kiri que significa "tall" o "tallar". Per tant, Hitokiri té un significat així com "Assassí"). Battousai és un sobrenom que rep per la tècnica que fa servir. L'art marcial que practica Kenshin no és el Kendo o el Kenjutsu como es creu. Practica Iaido, que és l'art del "desembeni i tall", i justament battou és una de les tècniques bàsiques del Iaido).
És un manga i anime ambientat als primers anys de l'era Meiji al Japó. El personatge principal, que dona nom a la sèrie, està basat en un personatge històric anomenat Kawakami Gensai.

## Argument
La història tracta d'un jove samurai, Kenshin Himura, el més gran assassí de la fi de l'era Tokugawa fins a la Restauració Meiji, conegut com a Hitokiri Battousai. Després de la victòria dels Ishin Shishi (patriotes de la Restauració), en Kenshin decideix no tornar a matar gent per a poder expiar d'alguna forma els assassinats que va cometre en el passat. Decideix millorar la seva tècnica i protegir les persones del seu entorn amb la tècnica més aterridora i poderosa que existeix: el Hiten Mitsurugi Ryū. La va aprendre del seu mestre Seijuro Hiko que el va acollir quan era petit després de sobreviure a l'assassinat de la caravana d'esclaus en què es trobava, on dues germanes l'adoptaren com a germà petit. Aquesta tècnica permet un control perfecte de la força que s'aplica en executar els moviments a gran velocitat i pot ser utilitzada amb l'espasa de fil invertit que en Kenshin porta des de l'inici de la Restauració.
Després d'anys de vagabundejar, l'any 1878 coneix a la Kaoru Kamiya, del dojo Kamiya Kasshin Ryū, a partir d'un incident d'un samurai que afirmava ser l'autèntic Battousai. Acollit per ella, altres personatges que coneixerà al llarg de la història són en Sanosuke Sagara, antic membre del Sekihōtai, Yahiko Myōjin, fill de samurais de Tokyo, Megumi Takani, filla d'una família de metges d'Aizu, i altres personatges que passen a ser part de la seva vida i motiu d'existència. També trobarà nous enemics com Aoshi Shinomori, cap dels Oniwabanshū, i antics com Hajime Saito, antic membre del Shinsengumi. Tots els personatges viuran en primer pla i de forma intensa el desenvolupament polític i històric dels primers anys de la Restauració Meiji.
Per acabar, el veritable nom del protagonista és Shinta. El seu mestre li va canviar el nom per Kenshin, que significa cor d'espasa, perquè considerava Shinta un nom poc apropiat per un guerrer samurai.

## Manga
El manga de Nobuhiro Watsuki fou publicat a la revista antològica setmanal Weekly Shōnen Jump de Shueisha des de l'any 1994 fins a l'any 1999, i posteriorment fou recopilat en 29 volums de format tankobon, des del 2 de setembre de 1994 fins al 4 de novembre de 1999.
A Espanya, la sèrie manga fou publicada per l'editorial Glénat el desembre de 1999 fins al juliol de 2003, reeditant-se posteriorment en format Big Manga per la mateixa editorial, amb una notable millora de la traducció i la qualitat del dibuix el juny de 2008. També ha sigut publicat per l'editorial Ivrea a l'Argentina i pel Grupo Editoral Vid a Mèxic sota el títol de Samurai X.

## Anime
L'anime es desenvolupa al llarg de 95 episodis, als quals s'ha d'afegir una pel·lícula i dues sèries de OVAs (Una de 4 capítols i una altra de 2 capítols). Actualment està sent publicat a l'Argentina per Ivrea, a Espanya per Glénat i a Mèxic per Grupo Editora Vid, en aquest últim cas sota el títol de Samurai X.